# Philippe Cattiau
Philippe Louis Eugène Cattiau, född 28 juli 1892 i Saint-Malo, död 18 februari 1962 i Saint-Malo, var en fransk fäktare.
Cattiau blev olympisk guldmedaljör i florett och värja vid sommarspelen 1932 i Los Angeles.